# Ekumenická lesní škola
Ekumenická lesní škola (ELŠ) je stabilní skautská vzdělávací instituce Junáka – českého skauta, zaměřená na duchovní rozměr skautingu a hlásící se k ekumenickému křesťanství.
ELŠ je určena pouze pro muže. Od roku 1990 byla pořádána pravidelně každý rok v létě, s občasnými výjimkami.
Kromě lesní školy pořádají instruktoři z jejího kruhu řadu kvalifikačních vzdělávacích akcí – čekatelské kurzy Sursum, Corda, Zvon nebo Pupava, vůdcovský lesní kurz pro muže Gong a pro ženy Lyra nebo instruktorskou lesní školu Collegium. Škola také pořádá v lednu v Praze tradiční seminář otevřený široké veřejnosti s přednáškami a besedami na témata spojená s hodnotami skautingu, kterých se účastní významné osobnosti českého veřejného života. Škola také vydává vlastním nákladem některé publikace.
Školu založil v roce 1947 Jan Remišer – Lon. Komunistický režim její konání v následujícím roce 1948 (a poté i v roce 1970) znemožnil; v období pražského jara a po sametové revoluci byla však ihned obnovena.

## Významné osobnosti
- Jan Remišer – Lon
- Petr Hájek – Balů
- Miloš Blažek – Merkur
- Jan Pečený – Neptun[5]
- Method Klement[6]
- Zdeněk Zelený – Káďa
- Radek Konečný – Pade[7]